# Wheatenhurst
Wheatenhurst – wieś w Anglii, w hrabstwie Gloucestershire, w dystrykcie Stroud, w civil parish Whitminster. Leży 11 km od miasta Gloucester. Wheatenhurst jest wspomniana w Domesday Book (1086) jako Witenhert.